# (133773) Lindsaykeller
(133773) Lindsaykeller est un astéroïde de la ceinture principale.

## Description
(133773) Lindsaykeller est un astéroïde de la ceinture principale. Il fut découvert le 19 novembre 2003 aux monts Santa Catalina par le projet CSS (Catalina Sky Survey). Il présente une orbite caractérisée par un demi-grand axe de 3,18 UA, une excentricité de 0,10 et une inclinaison de 11,1° par rapport à l'écliptique.
Il est nommé d'après un contributeur de la mission OSIRIS-REx dont l'objet est l'étude de l'astéroïde (101955) Bénou.